# Jüdische Gemeinde Hluboká nad Vltavou

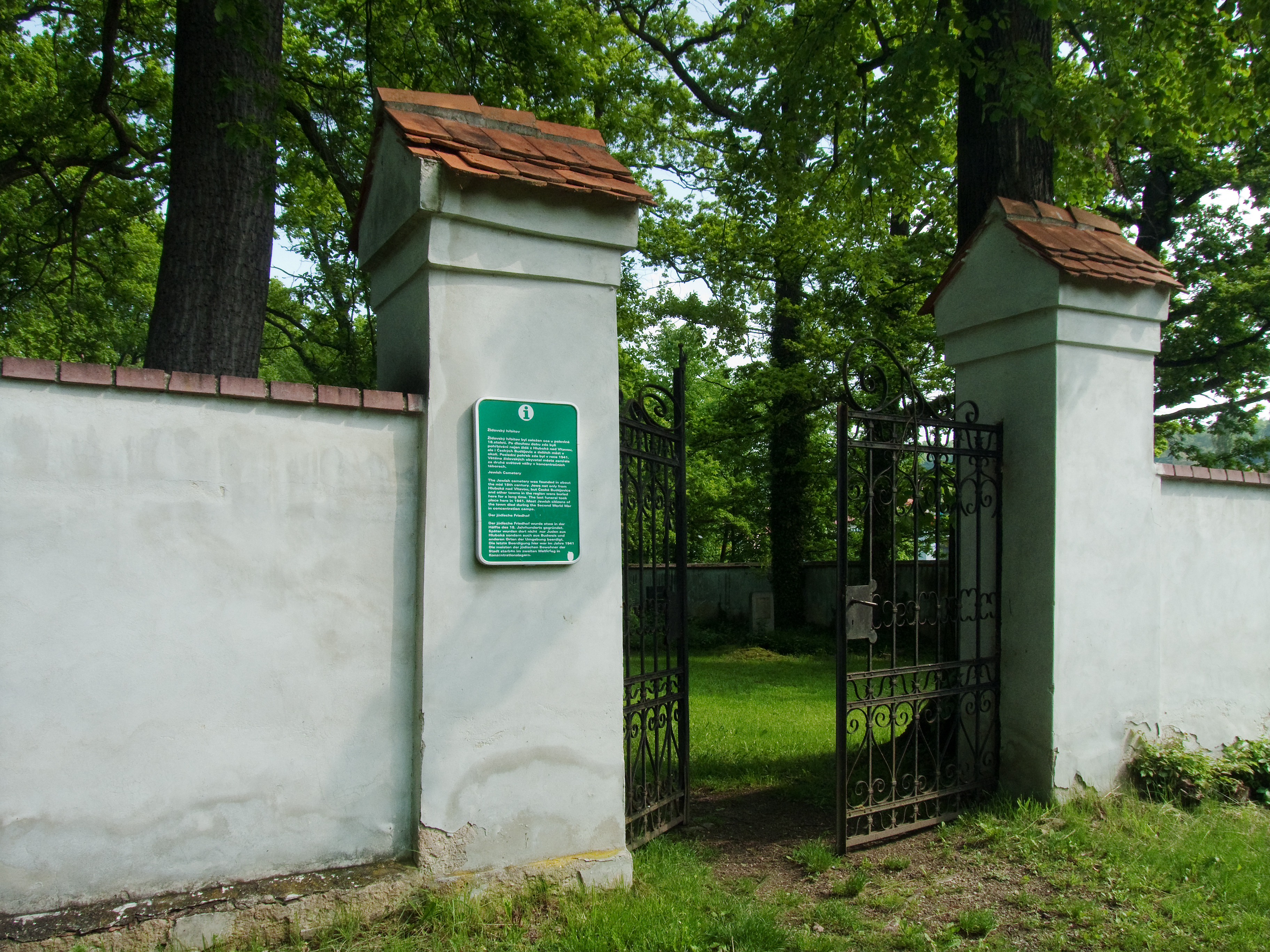
Eingang zum jüdischen Friedhof in Hluboká nad Vltavou

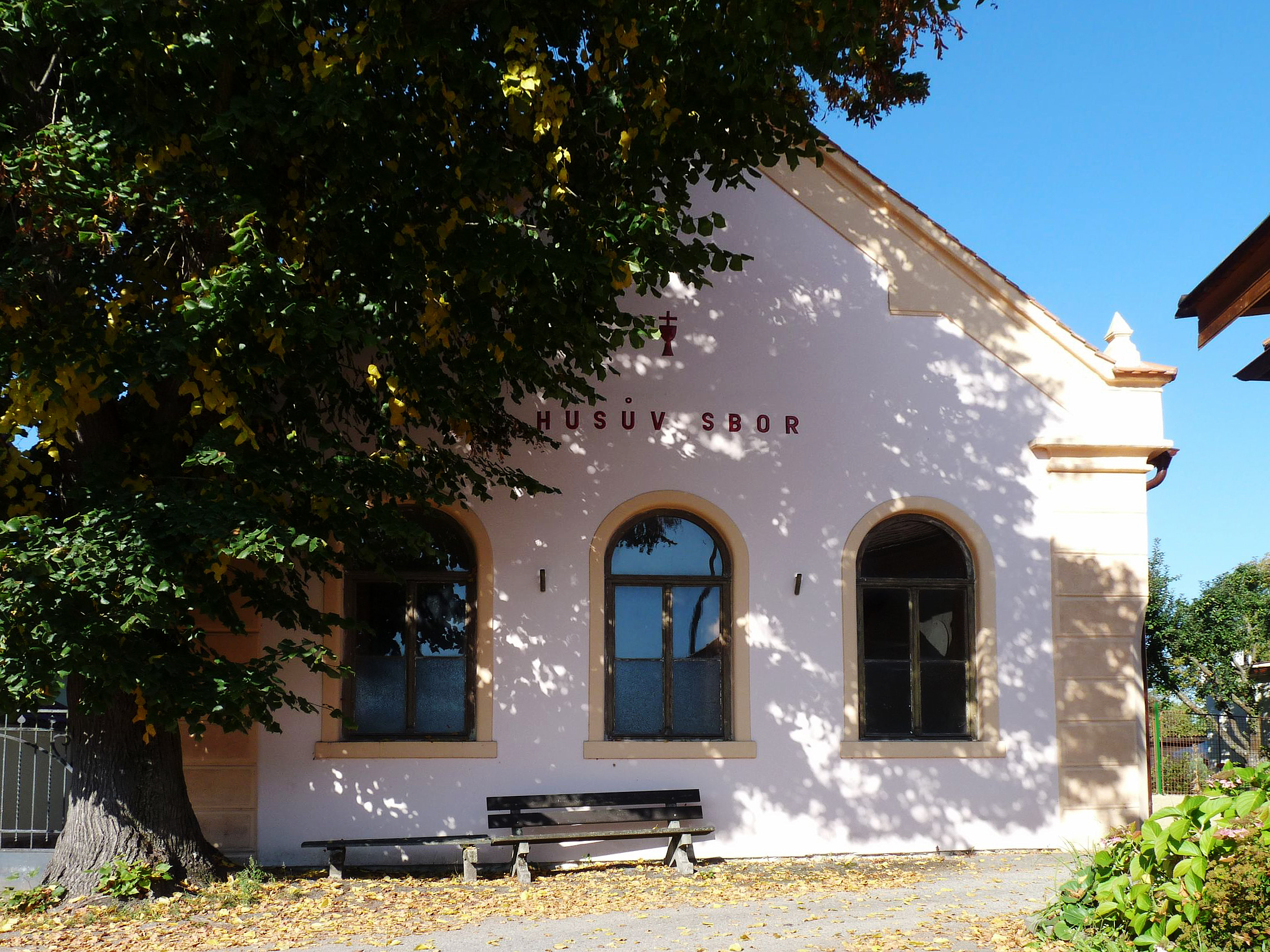
Ehemalige Synagoge in Hluboká nad Vltavou

Die Jüdische Gemeinde in Hluboká nad Vltavou (deutsch Frauenberg),  einer Stadt im Jihočeský kraj (Südböhmische Region) in Tschechien, entstand ab dem 17. Jahrhundert.

## Geschichte
Jüdische Bewohner in Frauenberg lassen sich bis in die zweite Hälfte des 17. Jahrhunderts zurückverfolgen. Eine Kultusgemeinde entstand um die Mitte des 18. Jahrhunderts. Ihr Statuten stammen aus dem Jahr 1785. Die jüdischen Familien lebten in wenigen Häusern ghettoartig in einem Stadtviertel.
Nach dem Ersten Weltkrieg war die jüdische Gemeinde in Frauenberg in Auflösung begriffen.

## Gemeindeentwicklung
| Jahr    | Juden                                    |
| ------- | ---------------------------------------- |
| um 1725 | 8 Familien                               |
| um 1800 | 10 Familien                              |
| 1840    | circa 40 Familien                        |
| 1880    | 112 Personen (circa 5 % der Bevölkerung) |
| 1900    | 48 Personen                              |
| 1930    | 20 Personen                              |